# Élections générales péruviennes de 1931
Les Élections générales péruviennes de 1931 qui se déroulèrent le 11 octobre 1931 permirent d'élire le président du Pérou, Luis Miguel Sánchez Cerro et l'assemblée constituante.

## Résultats

### Présidentielle
| Candidat                      | Parti politique                               | Voix    | Pourcentage |
| ----------------------------- | --------------------------------------------- | ------- | ----------- |
| Luis Miguel Sánchez Cerro     | Union Révolutionnaire (es)                    | 152 149 | 50,75%      |
| Víctor Raúl Haya de la Torre  | Alliance populaire révolutionnaire américaine | 106 088 | 35,38%      |
| José María de la Jara y Ureta | Acción Republicana                            | 21 950  | 7,32%       |
| Arturo Osores                 | Partido Constitucional Renovador del Perú     | 19 640  | 6,55%       |